# Malabuyoc
Malabuyoc ist eine philippinische Stadtgemeinde in der Provinz Cebu. Sie hat 19.373 Einwohner (Zensus 1. August 2015).
Die Gemeinde liegt im Südwesten der Insel Cebu, ca. 126 km von Cebu City entfernt und ist über die Küstenstraße via Toledo City erreichbar. Ihre Nachbargemeinden sind Alegria im Norden, Ginatilan im Süden, Alcoy, Boljoon und Oslob im Osten. Im Westen liegt die Insel Negros, durch die Tanon-Straße wird Malabuyoc von ihr getrennt.

## Baranggays
Malabuyoc ist politisch in 14 Baranggays unterteilt.
- Armeña (Cansilongan)
- Tolosa (Calatagan)
- Cerdeña (Ansan)
- Labrador (Bulod)
- Lo-oc
- Lombo
- Mahanlud
- Mindanao (Pajo)
- Montañeza (Inamlang)
- Salmeron (Bulak)
- Santo Niño (Saliring)
- Sorsogon (Balikmaya)
- Barangay I (Poblacion Uno)
- Barangay II (Poblacion Dos)